# صموئيل هوبكينز آدامز
صموئيل هوبكينز آدامز (بالإنجليزية: Samuel Hopkins Adams)‏ (26 يناير 1871، دونكيرك في الولايات المتحدة - 15 نوفمبر 1958، بيافورت في الولايات المتحدة)؛ صحفي، كاتب وروائي أمريكي.

## روابط خارجية
- صموئيل هوبكينز آدامز على موقع IMDb (الإنجليزية)
- صموئيل هوبكينز آدامز على موقع الموسوعة البريطانية (الإنجليزية)
- صموئيل هوبكينز آدامز على موقع قاعدة بيانات برودواي على الإنترنت (الإنجليزية)
- صموئيل هوبكينز آدامز على موقع إن إن دي بي (الإنجليزية)
- صموئيل هوبكينز آدامز على موقع قاعدة بيانات الفيلم (الإنجليزية)